# Angiari
Angiari é uma comuna italiana da região do Vêneto, província de Verona, com cerca de 1.844 habitantes. Estende-se por uma área de 13,47 km², tendo uma densidade populacional de 142 hab/km². Faz fronteira com Bonavigo, Cerea, Legnago, Roverchiara, San Pietro di Morubio.

## Demografia
| Variação demográfica do município entre 1861 e 2011                               |
|                                                                                   |
| Fonte: Istituto Nazionale di Statistica (ISTAT) - Elaboração gráfica da Wikipedia |